# چمه (سلطانیه)
چمه نامی است که 2500 سال است بر روی این روستا است روستایی از توابع شهرستان سلطانیه ، استان زنجان ، کشور ایران است.به عبارت دیگر این روستا یکی از روستاهای طارم محسوب گشته و در دامنه جنوبی قافلانکوه  واقع شده‌است ره‌آورد لبنیات ، خشکبار. عموماً چمه دارای آب و هوای معتدل و سردسیر می‌باشد، بدین منظور که دارای زمستانهای بسیار سرد و تابستانهای معتدل و تا حدودی گرم است . چمه دارای باغهای متعدد میوه است که از محصولات آن می‌توان زردآلو ، گوجه سبز ، هلو ، گیلاس و گردو ... را نام برد . همچنین این روستا دارای تنوع زیاد گیاهان بومی است و از لحاظ ذخیره ژنتیک گیاهی ، بسیار غنی می‌باشد همچنین بسیاری از گیاهان دارویی در علفزارها و مراتع اطراف روستا یافت می‌شود . گویش اهالی چمه به زبان ترکی آذربایجانی است ، شغل اهالی ، بیشتر دامداری ، زراعت و باغداری ، گلیم بافی و جاجیم بافی است. بیشتر اهالی چمه به شهرهای اطراف ( زنجان ) یا به شهرهای بزرگ ( کرج ) مهاجرت کرده‌اند و گروه اندکی در حال حاضر در چمه زندگی می‌کنند ، اما در چند سال اخیر مهاجرت معکوس ( از شهر به روستا ) در این روستا اتفاق افتاده است که می‌توان یکی از علل آن را بهبود وضعیت جاده روستا دانست .

## جمعیت
این روستا در دهستان قره‌بلاغ (سلطانیه) قرار دارد و براساس سرشماری مرکز آمار ایران در سال ۱۳۸۵، جمعیت آن ۲۴ نفر (۱۱خانوار) بوده‌است.